# スチール (ドイツの企業)
アンドレアス・スチールAG＆カンパニーKG（英語: Andreas Stihl AG & Company KG [stiːl] [stiːl]  ドイツ語: [ʃtiːl]）は、チェーンソーやトリマー、ブロワー等の機器メーカー。本社は、ドイツ・シュトゥットガルトに近いバーデンヴュルテンベルク州ヴァイブリンゲンに置かれている。スチールは、1926年にアンドレアス・シュティールによって設立された。スチールは、世界で著名なチェーンソーブランドの一つであり、ソーチェーンとガイドバーから製造するメーカーとなっている。アンドレアス・スチールAGは、アンドレアス・シュティールの子孫が所有する非公開会社で、スチール・ティンバースポーツ・シリーズを運営している。

## 歴史
アンドレアス・シュティールは1926年、最初のチェーンソーを自身の手で設計、製作した。これは電動で、重量が約64kgあった。スチールの名は瞬く間に人気を博し、プロ仕様のチェーンソーの代名詞として、世界で最も多く販売されているチェーンソー会社となった。チェーンソーが世界大恐慌とほぼ同じ時期に市場に登場したため、創業期のスチールの成長は緩かった。当時はまだ人件費が安く、旧式の両手挽鋸が普及しており、動力鋸の必要性が薄かった。また初期の製品は非常に重く、操作に2人必要だった。またチェーンソーには電源コードが付いた車輪付き発電機が付属していた。ドイツ製の鋸はドイツ軍によって使用され、特に東欧とロシアでは、ソ連軍侵攻阻止の目的で伐採が行われた。 
1970年代半ば、スチールはブラジルとアメリカに製造工場を建設して会社を拡大した。増加した需要の多くは建設および造園業界だった。スチールは、業務用に加え、送風機、ライントリマー、エッジャー、チェーンソーなど、多くの家庭用機器の開発を行った。 
2008年には、最新の生産施設が中国の青島に開設。12月、スチールはザマを買収し、供給を保護し、成長の可能性がある新規事業に参入した。 
スチールは70年代にチェーンソーの独自モデルを構築するまで、日本企業のサプライヤーとして請け負う雑草トリマーやブラシカッター業界に参入していた。 
1992年には、オーストリアのブランドであるバイキングを買収した。

## 子会社
デラウェア州に設立されたスチールUSAは、Stihl International GmbHの米国子会社であり、バージニア州バージニアビーチに拠点を置き、1974年に工場建設が始まった。150エーカーの複合施設には製造工場、倉庫、管理棟などが存在する。スチールInc.は200万平方フィートの建物に約2,000人の従業員が雇用されている。 
イギリスではアンドレアス・スチールUKが1978年に設立された。

## 製品

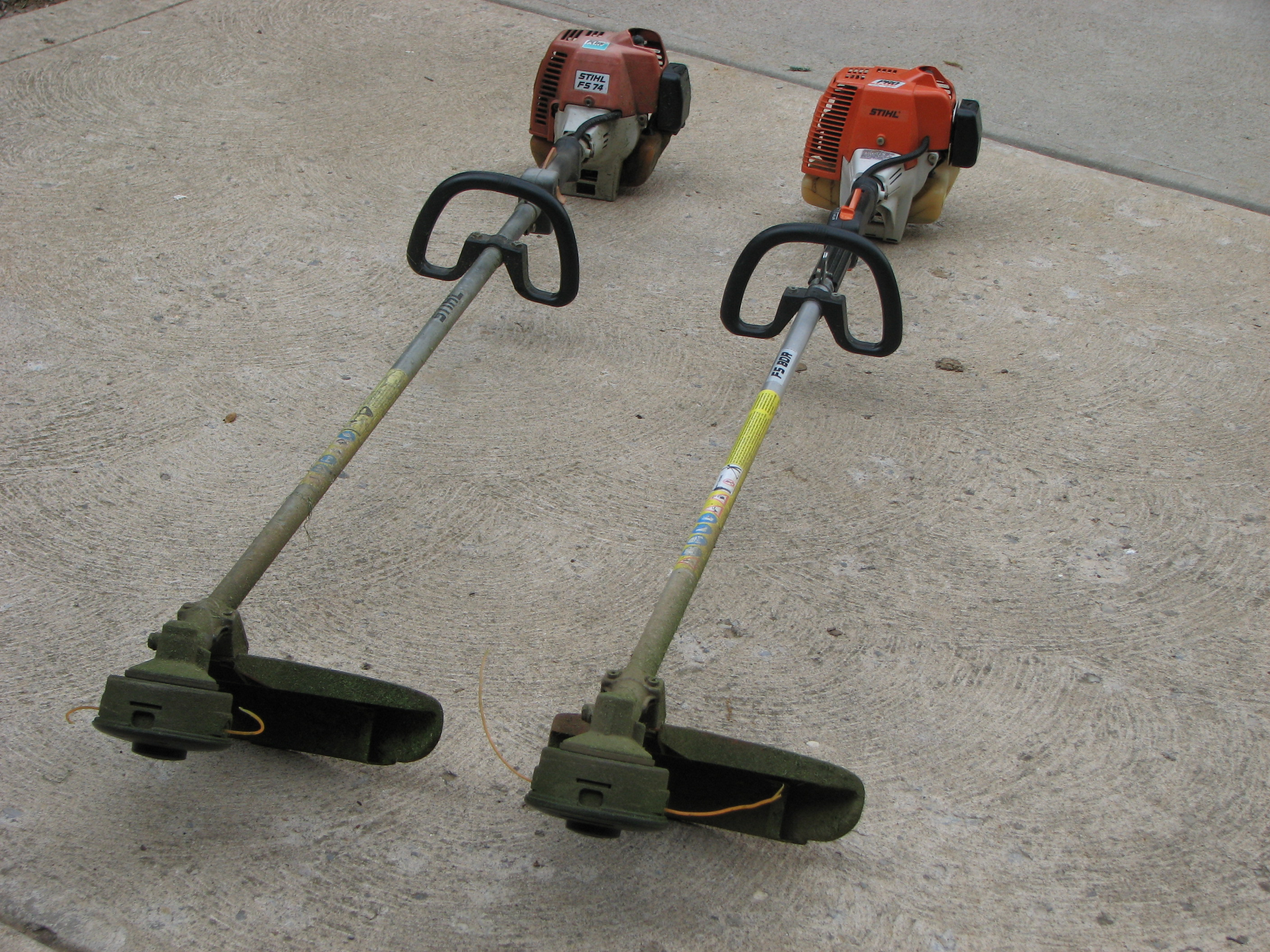
スチール製エンジン式トリマー：1990年中盤製のFS74(左側)と、2004年製のFS80R(右側)
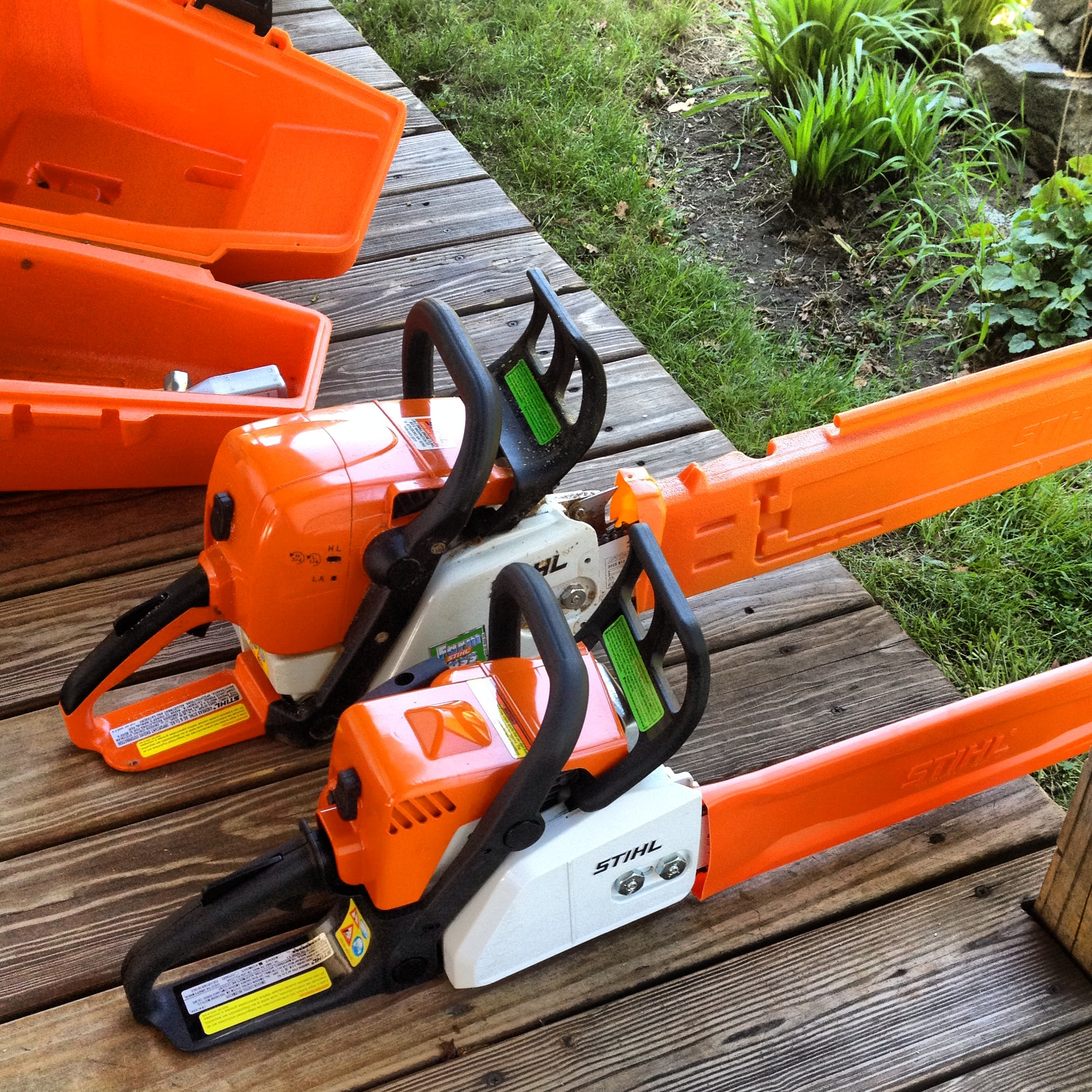
スチール製エンジン式チェーンソー: MS170 (手前), MS290 Farm Boss (奥)
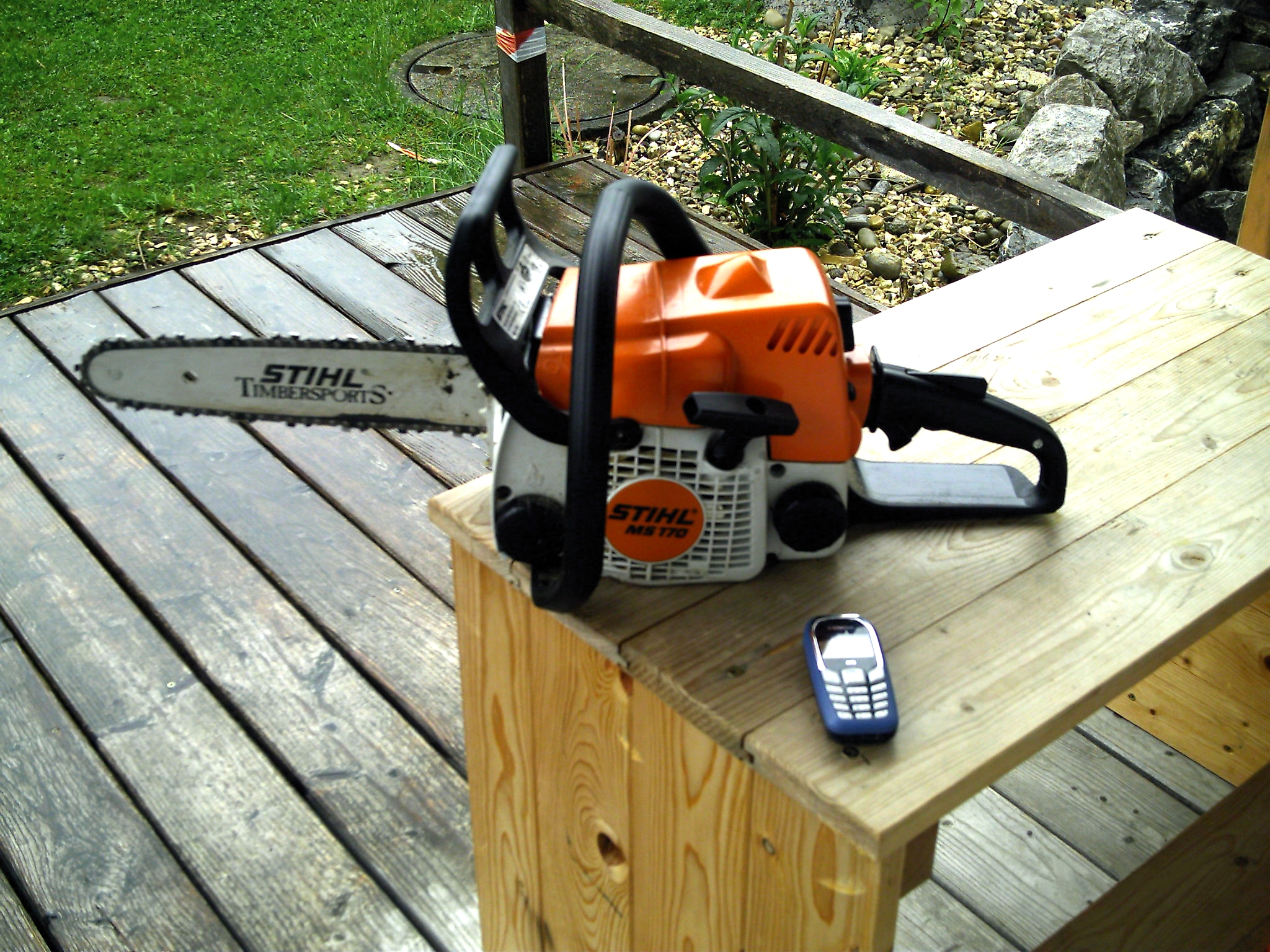
スチール MS170